# Турянський Врх
Турянський Врх (словен. Turjanski Vrh) — поселення в общині Раденці, Помурський регіон, Словенія. Висота над рівнем моря: 268,6 м.